# 1933 في ألمانيا
فيما يلي قوائم الأحداث التي وقعت خلال عام 1933 في ألمانيا.

## سياسة

### تعيين في المنصب
- 30 يناير – فرانز فون بابن نائب المستشار.

### انتهاء فترة المنصب
- 28 يناير – كورت فون شلايشر مستشار ألمانيا، وزير الدفاع الألماني.

## أفلام
من الأفلام التي صدرت هذه السنة في ألمانيا:
- 1 يناير – شهادة الدكتور مابوس من إخراج فريتز لانغ.

## مواليد

### يناير
- 1 يناير – إرنست همبرغر فيزيائي برازيلي.
- 3 يناير – رولف شتاينر عسكري ألماني.
- 24 يناير – جورج بارتنيف[1]

### أبريل
- 13 أبريل – غونتر بارتش
- 26 أبريل – آرنو بينزياس فيزيائي أمريكي.[2]

### مايو
- 26 مايو – جورج شالر[3]

### يونيو
- 16 يونيو – رولاند زيمر موسيقي ألماني.[4]

### يوليو
- 11 يوليو – إرنست جاكوبي ممثل ألماني.

### أغسطس
- 6 أغسطس – أولريش بيسينجير لاعب كرة قدم ألماني.[5]
- 22 أغسطس – إيرمتراود مورجنر كاتبة ألمانية.[6]

### سبتمبر
- 10 سبتمبر – كارل لاغرفيلد[7]
- 16 سبتمبر – ستيفاني شيرلي

### أكتوبر
- 8 أكتوبر – كورت ليندر لاعب ومدرب كرة قدم ألماني.[8]

### ديسمبر
- 4 ديسمبر – هورست بوتشولز ممثل ألماني.[9]

## وفيات

### يناير
- 1 يناير – اروين بارث (مواليد 1880) مهندس معماري ألماني.[10]
- 3 يناير – فيلهلم كونو (مواليد 1876) سياسي ألماني.[11]
- 29 يناير – ثيودور إنجل (مواليد 1842)

### فبراير
- 1 فبراير – كارل غورغ أوسكار درود (مواليد 1852) عالم نبات ألماني.[12]

### أبريل
- 1 أبريل – أوتو لوبارش (مواليد 1860)[13]

### يونيو
- 20 يونيو – كلارا زتكن (مواليد 1857) سياسية ألمانية.[14]

### يوليو
- 14 يوليو – هيرمان بيكمان (مواليد 1873) فيزيائي ألماني.

### أغسطس
- 16 أغسطس – برجستر يسر (مواليد 1886)[15]
- 31 أغسطس – ثيودور ليسنغ (مواليد 1872) فيلسوف ألماني.[16]

### أكتوبر
- 11 أكتوبر – أرنست فريدريش غلغ (مواليد 1867) عالم نبات ألماني.

### نوفمبر
- 11 نوفمبر – إرنست هارترت (مواليد 1859)[17]

### ديسمبر
- 4 ديسمبر – شتفان جورجه (مواليد 1868) شاعر ألماني.[18]
- 18 ديسمبر – هانس فاينجر (مواليد 1852) فيلسوف ألماني.[19]